# Primeira Liga 2008-09
La Primeira Liga 2008/09 (renombrada en esta temporada por el nombre del patrocinador como Liga Sagres) comenzó el 22 de agosto de 2008 y terminó el 24 de mayo de 2009. Porto ganó su 24° título, cuarto consecutivo.

## Clasificación
| Pos. | Equipo               | PJ | PG | PE | PP | GF | GC | DG  | PTS. |
| ---- | -------------------- | -- | -- | -- | -- | -- | -- | --- | ---- |
| 1.   | FC Porto             | 30 | 21 | 7  | 2  | 61 | 18 | 43  | 70   |
| 2.   | Sporting CP          | 30 | 20 | 6  | 4  | 45 | 20 | 25  | 66   |
| 3.   | SL Benfica           | 30 | 17 | 8  | 5  | 54 | 32 | 22  | 59   |
| 4.   | CD Nacional Funchal  | 30 | 15 | 7  | 8  | 47 | 32 | 15  | 52   |
| 5.   | SC Braga             | 30 | 13 | 11 | 6  | 38 | 21 | 17  | 50   |
| 6.   | Leixões              | 30 | 12 | 9  | 9  | 30 | 31 | -1  | 45   |
| 7.   | Académica de Coimbra | 30 | 10 | 9  | 11 | 28 | 32 | -4  | 39   |
| 8.   | Vitória de Guimarães | 30 | 10 | 8  | 12 | 32 | 36 | -4  | 38   |
| 9.   | CS Marítimo          | 30 | 9  | 10 | 11 | 35 | 36 | -1  | 37   |
| 10.  | FC Paços de Ferreira | 30 | 9  | 7  | 14 | 37 | 42 | -5  | 34   |
| 11.  | CF Estrela Amadora   | 30 | 8  | 10 | 12 | 26 | 38 | -12 | 34   |
| 12.  | Rio Ave FC           | 30 | 8  | 6  | 16 | 20 | 35 | -15 | 30   |
| 13.  | Naval 1º Maio        | 30 | 7  | 8  | 15 | 25 | 39 | -14 | 29   |
| 14.  | Vitória Setúbal      | 30 | 7  | 5  | 18 | 21 | 46 | -25 | 26   |
| 15.  | CF Belenenses        | 30 | 5  | 9  | 16 | 28 | 52 | -24 | 24   |
| 16.  | CD Trofense          | 30 | 5  | 8  | 17 | 25 | 42 | -17 | 23   |

|  | Clasificación directa a la Liga de Campeones de la UEFA |
|  | Tercera ronda previa de la Liga de Campeones de la UEFA |
|  | Clasificación a los play-offs de la UEFA Europa League  |
|  | Tercera ronda previa de la UEFA Europa League           |
|  | Segunda ronda previa de la UEFA Europa League           |
|  | Descenso a la Liga de Honra                             |

## Campeón
|                             |
| Campeón FC Porto 24° título |

## Máximos goleadores
| Nenê           | Nacional | 20 |
| Liédson        | Sporting | 17 |
| Óscar Cardozo  | Benfica  | 17 |
| Ernesto Farías | Porto    | 10 |
| Lisandro López | Porto    | 10 |
| Baba Diawara   | Marítimo | 10 |

## Premios
- Campeón–  Porto
- Goleador –  Nenê (20 goles)
- Futbolista del año –  Bruno Alves
- Portero del año –  Beto
- Árbitro del año –  Olegário Benquerença